# Михаил Такев
Вижте пояснителната страница за други личности с името Такев.
Михаил Такев Юнаков е български майор и политик, един от водачите на Демократическата партия. Като вътрешен министър през 1918 участва активно в прекратяването на Владайското въстание.

## Биография

### Произход, образование и военна служба
Михаил Такев е роден на 22 март (10 март стар стил) 1864 в Пещера. Учи в родния си град, а след това завършва гимназия в Пловдив. На 4 септември 1883 година постъпва във Военното на Негово Княжеско Височество училище в София, по време на Сръбско-българската война (1885) участва в боевете при Сливница и Пирот в редовете на 7-и пехотен преславски полк. Заедно с юнкерите от Военното училище взима участие в детронирането на княз Александър I Батенберг, за което е разжалван, но на следващата година наказанието му е отменено. На 27 април 1887 година завършва Военното училище с 8-и випуск, произведен е в чин подпоручик и зачислен в 3-ти артилерийски полк. Заподозрян в участие в заговора на майор Коста Паница и на 1 юни 1890 е уволнен от армията.

### Ранна политическа дейност
През 1892 Такев завършва право във Франция, след което е адвокат в Пазарджик. След падането на Стефан Стамболов се включва в дейността на Демократическата партия, участва и в дейността на Македонската организация. На 25 юни 1895 година става председател на новоучреденото Пещерско македоно-одринско дружество. През декември 1895 година е делегат от Пещерското македонско дружество на Втория, а през юли-август 1901 година на Деветия македоно-одрински конгрес. Дейността на Пещерското македоно-одринско дружество обаче заглъхва, тъй като Такев живее в Пазарджик и на 2 април 1902 година на общо събрание Такев е сменен с Димитър Писарев.

### Атентатът от 1897
След като вече е обект на един безуспешен опит за покушение през август 1896 г., на 23 май (11 май по стар стил) 1897 година срещу Михаил Такев е извършен атентат, при който загива придружаващият го негов съпартиец Алеко Константинов. Извършителите са жители на село Радилово, които имат отдавнашен спор за собствеността на гори и общински мери с общината на Пещера. По-рано същия ден Такев и Константинов участват в честванията на свети Кирил и Методий в родния на Такев град Пещера. Късно вечерта двамата потеглят с файтон за Пазарджик, като по пътя спират за известно време в Радилово. Група местни жители, начело с кмета от Народната партия Петър Минков, решават да убият Такев. Такев и Алеко Константинов напускат Радилово след 22 часа. В землището на съседното село Кочагово (днес Алеко Константиново) радиловчаните Милош Топалов и Петър Салепов стрелят по файтона и убиват Алеко Константинов. По-късно Минков, Салепов и Топалов са осъдени на смърт. Присъдата на непълнолетния Салепов е заменена с 15 години затвор.

### Забрана на Върховния комитет
След забраната на Върховния комитет на 30 януари 1903 година от правителството на Стоян Данев, Михаил Такев внася на 1 февруари интерпелация в Народното събрание, адресирана до вътрешния министър Александър Людсканов. Такев заедно със Стоян Шангов и Христо Попов е основен оратор на свикания на 2 февруари протестен митинг и заклеймява решението на Данов. Интерпелацията му влиза в дневния ред на парламента още на 4 февруари и мнозинството от депутатите се изказват в подкрепа на правителственото решение.

### Участие в управлението
След смъртта на лидера на демократите Петко Каравелов през 1903, Михаил Такев става заместник на новия председател Александър Малинов, заедно с Андрей Ляпчев. Такев участва в управлението на Демократическата партия като вътрешен министър (1908 – 1910) и министър на обществените сгради, пътищата и съобщенията (1910 – 1911). По време на Балканските войни служи като офицер от запаса в Първа армия. Отново е вътрешен министър в правителствата на Малинов в края на Първата световна война и твърдо се противопоставя на Владайското въстание в края на 1918.

### Убийство
На 24 януари 1920 година, ден преди силно оспорваните парламентарни избори, Михаил Такев е убит близо до родната си къща в Пещера от анархокомуниста Георги Донски. Донски има отдавнашен личен конфликт с Такев и по това време се намира в града с група крайнолеви екстремисти. Самото убийство е извършено със съдействието на местната организация на Българския земеделски народен съюз. След кратко укриване Георги Донски се предава на полицията, но е убит при опит за бягство преди завършването на съдебния процес. За съучастие в убийството са осъдени трима членове на групата на Донски, но делото не разкрива техни връзки със Земеделския съюз и правителството.
Личният му архив се съхранява във фонд 507К в Държавен архив – Пазарджик. Той се състои от 224 архивни единици от периода 1839 до 1994 г.

## Военни звания
- Подпоручик (27 април 1887)
- Поручик
- Капитан
- Майор